# تييري فيشر
تييري فيشر هو موزع سويسري، ولد في 28 سبتمبر 1957 في رودسيا الشمالية.

## وصلات خارجية
- تييري فيشر على موقع ميوزك برينز (الإنجليزية)
- تييري فيشر على موقع أول ميوزيك (الإنجليزية)
- تييري فيشر على موقع ديسكوغز (الإنجليزية)